# Kerkwimpel
De kerkwimpel is een vlag bij de Koninklijke Marine die aangeeft dat er een eredienst aan boord plaatsvindt. De vlag lijkt een combinatie te zijn van de Engelse vlag (dat is niet de Union Jack) en de Nederlandse vlag, zij aan zij. Bovendien is de kerkwimpel gelijk aan de church pennant, de kerkwimpel van de Royal Navy. De vlag dateert uit de zeventiende of achttiende eeuw. Het gebruik van de vlag wordt vermeld in documenten uit het jaar 1778 en er zijn aanwijzingen dat sinds 1661 bij de Britse en Hollandse marine een kerkvlag gehesen werd. Het uiterlijk van deze vlag is echter onzeker.
Over de herkomst wordt gespeculeerd: sommigen beweren dat ten tijde van de Engels-Nederlandse Oorlogen de vlag werd gebruikt om een tijdelijk staakt-het-vuren te bewerkstelligen gedurende een kerkdienst; anderen dat de vlag onder het koningschap van stadhouder Willem III en Maria Stuart haar huidige vorm heeft gekregen.